# Raionul Kirovske, Crimeea
Kirovske (în ucraineană Кіровський район, transliterat: Kirovskîi raion) este un raion în Republica Autonomă Crimeea, Ucraina. Reședința sa este așezarea de tip urban Kirovske.

## Demografie
Componența lingvistică a raionului Kirovske
     Rusă (64,18%)
     Tătară crimeeană (23,96%)
     Ucraineană (8,38%)
     Alte limbi (0,73%)
Conform recensământului din 2001, majoritatea populației raionului Kirovske era vorbitoare de rusă (64,18%), existând în minoritate și vorbitori de tătară crimeeană (23,96%) și ucraineană (8,38%).